# SMS V 184
V 184 – niemiecki niszczyciel z okresu I wojny światowej. Piąta jednostka typu V 180. Po wojnie przekazany Wielkiej Brytanii i zezłomowany w 1922 roku.